# Raddiella molliculma
Raddiella molliculma là một loài thực vật có hoa trong họ Hòa thảo. Loài này được (Swallen) C.E.Calderón ex Soderstr. miêu tả khoa học đầu tiên năm 1980.